# The Grass Roots

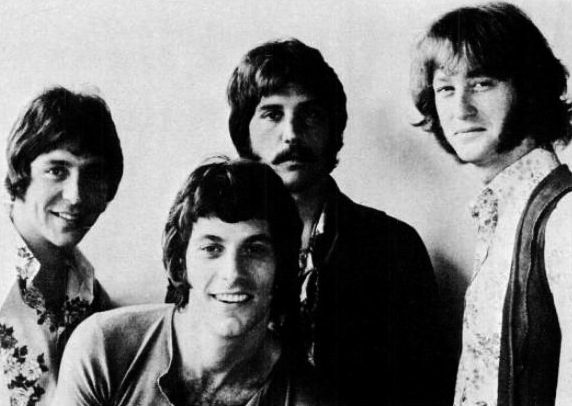
The Grass Roots, 1970

The Grass Roots, amerikansk folk rock, blue-eyed soul grupp bildad i Los Angeles, Kalifornien 1965. Gruppens mest kända hits är troligtvis "Midnight Confessions", "Let's Live for Today" och "Temptation Eyes".
Gruppen föddes i och med att man efterfrågade en grupp som kunde utnyttja folkrock-vågen som bröt ut 1965. Några producenter spelade in ett par låtar under namnet Grass Roots, och när en av dem "Where Were You When I Needed You" blev en mindre hit behövde man en "riktig" grupp till artistnamnet. En grupp som tidigare gått under namnet the Bedouins spelade in ett album under artistnamnet, men det blev inga framgångar, så de lämnade projektet.
Man fick 1966 tag i en grupp kallad The 13th Floor som gick med på att börja gå under namnet Grass Roots, och det är den här uppsättningen musiker som gjort de kändaste kompositionerna under gruppnamnet. Grass Roots bestod nu av Warren Entner (gitarr/sång), Rob Grill (sång/bas), Creed Bratton (sologitarr) och Rick Coonce (trummor). Deras första singel, "Let's Live for Today" släpptes 1967 och blev en stor framgång. Albumet med samma namn sålde inte lika bra och det dröjde fram till 1968 då man släppte den milt Motown-inspirerade "Midnight Confessions" som gruppen fick en stor hit igen. Vid sidan av dessa hade gruppen också många mindre kända topp-40 hits.
Nästa stora hit kom 1971, "Temptation Eyes" tätt följd av "Two Diveded By Love" som blev deras sista stora hit. Eftersom det inte blev fler hits upplöstes gruppen 1975.
Bandets sologitarrist Creed Bratton spelade även en fiktiv version av sig själv i den amerikanska tv-serien The Office, och hans tid med The Grass Roots nämns ett flertal gånger.

## Diskografi, album
- Where Were You When I Needed You (1966)
- Let's Live for Today (1967)
- Feelings (1968)
- Leavin' It All Behind (1969)
- Lovin' Things (1969)
- Move Along (1972)
- Alotta Mileage (1973)
- Grass Roots (1975)